# Kurt Geißler
Kurt Karl Hermann Geißler (* 22. August 1902 in Berlin; † 14. Oktober 1963 in Solingen) war ein deutscher Polizist. Der Kriminalkommissar war zur Zeit des Nationalsozialismus als Sonderbeauftragter der Sicherheitspolizei in Bukarest, Leiter des Referates IV A 2 des Reichssicherheitshauptamtes, Kriminaldirektor in Riga und nach dem Krieg als Leiter der Kölner Kriminalpolizei tätig.

## Leben und Wirken

### Jugend, Ausbildung und frühe Laufbahn
Geißler war der Sohn des evangelischen Küsters Karl August Ferdinand Geißler aus dessen Ehe mit Auguste Dorothee Friederike Geißler geb. Wendt. Im Alter von 17 Jahren schloss er sich dem Freikorps Poensgen an, mit dem er an den Kämpfen im Baltikum nach dem Ende des Ersten Weltkrieges teilnahm.
Nach Ablegung des Abiturs im Jahr 1921 musste Geißler seinen Berufswunsch, Kriminalkommissar zu werden, zunächst aus Altersgründen zurückstellen. Er studierte stattdessen Rechtswissenschaften und trat 1928 im sächsischen Weißenfels in die Kriminalpolizei ein. Sein Kommissarexamen als zweitbester seines Jahrgangs ablegend, trat Geißler im Anschluss 1930 als Kriminalkommissar die Leitung des Kommissariats für kommunistische Zersetzung der Reichswehr bei der Abteilung IA (Politischen Polizei) am Polizeipräsidium in Berlin an.

### Zeit des Nationalsozialismus
Aufgrund seiner Erfahrungen bei der Politischen Polizei wurde Geißler im Mai 1933 in die neu gegründete Gestapo übernommen. Bis mindestens 1940 war er überwiegend im Gestapo-Hauptquartier in Berlin tätig, wo er mit zu einem wichtigen Mitarbeitern von Heinrich Müller zählte und für die Bearbeitung der Bereiche Kommunismus, Marxismus, Staatsfeindliche Ausländer und Remigranten aus der Sowjetunion zuständig war. 1937 wurde er in dieser Eigenschaft zum Kriminalrat und später zum Kriminaldirektor befördert.
Geißler trat zum 1. Mai 1933 der NSDAP bei (Mitgliedsnummer 2.591.797) und schloss sich auch der SS an (SS-Nummer 280.231). In der SS stieg Geißler bis zum SS-Sturmbannführer auf.
Im Jahr 1940 wurde Geißler als Sonderbeauftragter der Sicherheitspolizei nach Bukarest entsandt, wo er über die deutsche Gesandtschaft angebunden polizeiliche Aufgaben zu lösen hatte. Diese waren nach zwei Seiten ausgerichtet. Zum einen hatte er Aufträge der Gestapo zu erfüllen, zum anderen die nachrichtendienstliche Aufklärung von "feindlichen Kräften" nach der Diktion der NS-Begrifflichkeiten zu realisieren. Von dieser Stellung wurde er im Februar 1941 nach Berlich zurück versetzt. Im weiteren Verlauf des Zweiten Weltkriegs wurde Geißler bei den Einsatzgruppen der Sicherheitspolizei und des SD in Griechenland eingesetzt, um im Sommer 1941 nach Berlin ins Reichssicherheitshauptamt zu wechseln, wo er Leiter des Referates IV D 3 (Vertrauensstellen, Staatsfeindliche Ausländer) wurde. Auf Grund der Flucht eines führenden Emigranten, für die Geißler verantwortlich gemacht wurde, erhielt er Anfang 1943 bereits im Rang eines Kriminaldirektor eine Strafversetzung nach Riga. Doch diese Bewährung hatte weitere Auswirkungen. Im August 1943 erfolgte Geißlers Verurteilung zu zwei Jahren Gefängnis wegen sexueller Übergriffe bei der Vernehmung einer früheren Angestellten. In der Folge wurde er aus der SS und im Mai 1944 auch aus der NSDAP ausgeschlossen. Zuerst auf freiem Fuß in Berlin erfolgte im Januar seine Verhaftung mit den Internierungen bis kurz vor Kriegsende in verschiedenen Konzentrationslagern. Noch im April 1945 wurde er aus dem Lager entlassen und einer Einheit der Waffen-SS zugeordnet. Diese sammelte Versprengte für den „Endkampf“ ein. Hier übte er die Rolle eines Registrierungsmitarbeiters aus. Dieses Rekrutierungscamp wurde im Mai 1945 durch US-amerikanische Truppen aufgelöst.

### Nachkriegszeit
Nach dem Ende des Krieges geriet Geißler in alliierte Gefangenschaft. Er wurde einige Jahre lang interniert und trat als Zeuge in den Nürnberger Prozessen auf.
Bei seiner eigenen Entnazifizierung gelang es ihm, seinen Aufenthalt im KZ als Beweis für „antinationalsozialistische“ Einstellung anzuführen und wieder in die Kriminalpolizei aufgenommen zu werden, in der er als Kriminalkommissar in Köln Verwendung fand, wo er schließlich die Leitung der Kriminalpolizei übernahm.